# Gullregn i oktober
Gullregn i oktober är en kriminalroman av Maria Lang (pseudonym för Dagmar Lange), utgiven första gången 1981 på bokförlaget Norstedts. Romanen har översatts till danska, norska och finska.